# Wołodymyr Kuźmenko
Wołodymyr Mykołajowycz Kuźmenko (ukr. Володимир Миколайович Кузьменко, ur. 29 kwietnia 1956 w Hrinczenkowem, zm. 6 października 2018 w Berlinie) – ukraiński śpiewak operowy (tenor).
Po ukończeniu wydziału dyrygentury rozpoczął studia wokalne w Konserwatorium w Kijowie, pod kierunkiem prof. Timożkina. Bezpośrednio po studiach rozpoczął swoją karierę wokalną jako pierwszy tenor Opery Kijowskiej. W roku 1992 otrzymał tytuł „Pierwszego Artysty Ukrainy”. W Kijowie wykonywał zróżnicowany repertuar. Śpiewał między innymi partie takie jak Almaviva w „Cyruliku sewilskim”, Don Ottavio w „Don Giovannim”, Leński w „Eugeniuszu Onieginie”, Vaudemont w „Jolancie”, Dymitr w „Borysie Godunowie”, rola tytułowa w „Fauście” Gounoda. Wielokrotnie występował gościnnie w Moskwie, Austrii, Belgii, Francji, Niemczech, Włoszech oraz w Szwajcarii.
W roku 1994 został pierwszym tenorem Opery Narodowej w Warszawie, gdzie śpiewał między innymi role Alfreda („Traviata”), Cavaradossiego („Tosca”), Andrzeja („Mazepa”), Izmaela („Nabucco”), księcia („Rigoletto”). Jego niezapomnianą kreacją stała się partia Jontka w „Halce”.
W roku 1998 Wołodymyr Kuźmenko wystąpił w roli Turiddu („Rycerskość wieśniacza”), którą zadebiutował w Danii. W tym samym roku po raz pierwszy zaśpiewał rolę Hermana („Dama pikowa”) w Wielkiej Brytanii, która miała stać się jedną z jego najwybitniejszych kreacji. Natychmiast zaproszono go do wykonania tej partii w nowej produkcji „Damy pikowej” w Stuttgarcie oraz do roli Radamesa („Aida”) w nowej produkcji w Scottish Opera. Kolejnym sukcesem okazał się jego debiut jako Radames w Dresden Opera. Podczas prób w Stuttgarcie zaproponowano mu kontrakt w Württemburgisches Staatstheater, gdzie śpiewał m.in. Cavaradossiego, Kalafa („Turandot”) oraz tytułową rolę w „Don Carlosie”. W roku 2000 Wołodymyr Kuźmenko zadebiutował w Opernhaus Zurich rolą Hermana. Tę samą partię wykonywał w Bayerische Staatsoper w Monachium w kwietniu 2001 roku na Munich Opera Festival. W sezonie 2001/2 Kuźmenko śpiewał we wznowieniach „Toski” i „Don Carlosa” w oraz w nowej produkcji „Trubadura”  w Stuttgarcie. Kontynuował swą współpracę z Bayerische Staatsoper w roli Hermana. W Hiszpanii debiutował rolą Herman, którą wykonał na deskach  Teatre Liceu w Barcelonie w zastępstwie za Plácido Domingo w roku 2003. Tą sama rolą debiutował w Hamburg State Opera, w Teatrze Narodowym w Pradze oraz w Teatrze Balszoj w Moskwie, gdzie wykonywał również partie Cavaradossiego, Kalafa i Rudolfa („Cyganeria”).
W sezonie 2005/6  śpiewał między innymi tytułową rolę w „Otello” oraz Cavaradossiego w Fińskiej Operze Narodowej w Helsinkach, a także Don Alvaro („Moc przeznaczenia”) w San Francisco Opera. W Helsinkach został również zaangażowany do roli Hermana. Partią tą debiutował także w sezonie 2007/8 w Wiener Staatsoper. W tym samym sezonie śpiewał m.in. partie Enzo („Gioconda”) oraz Manrico w Operze Izraelskiej w Tel Awiwie, Radamesa w Pittsburgh Opera, a także Radamesa, Ismaela i Jontka w Teatrze Narodowym w Warszawie.